# Noviembre
Noviembre és una pel·lícula de cinema espanyola dirigida per Achero Mañas. Elaborada com un fals documental del grup espanyol de teatre de carrer Noviembre, un "teatre de guerrilla".

## Argument
Madrid, 1998: empès per un esperit que encara conserva el seu vernís d'idealisme, Alfredo decideix crear una forma d'"art més lliure, fet amb el cor, capaç de fer que la gent visqui amb ells l'espectacle". El seu concepte del teatre comença més enllà de l'escenari, es trasllada als carrers, cara a cara amb el públic, viu amb ells. Allí, en una plaça qualsevol, en un parc o en l'avinguda més comercial de la ciutat, Alfredo i el seu grup "Noviembre" va començar la funció que dona vida a un sense fi de personatges...No hi ha límits ni censures, només idees que han d'aconseguir que l'espectador deixi de ser espectador i passi a formar part de la representació, i senti el que ells senten a cada moment. El teatre com la vida, la vida com el teatre...ja no hi ha diferència, només passió, res més...

## Repartiment
- Óscar Jaenada: Alfredo
- Íngrid Rubio: Lucía
- Javier Ríos: Juan
- Juan Díaz: Daniel
- Adriana Domínguez: Alicia
- Jordi Padrosa: Imanol
- Núria Gago: Helena
- Juanma Rodríguez: Pedro
- Héctor Alterio: Yuta
- Paloma Lorena: Lucía
- Angel Facio: Juan
- Juan Margallo: Daniel
- Amparo Valle: Alicia
- Fernando Conde: Imanol
- Amparo Baró: Helena

## Nominacions i premis
Medalles del Cercle d'Escriptors Cinematogràfics de 2003
- Nominacions al premi revelació (Óscar Jaenada), i millor muntatge (Nacho Ruiz Capillas

XVIII Premis Goya
- Nominacions al millor actor revelació (Óscar Jaenada), millor vestuari (Nereida Bonmatí) i millor maquillatge i perruqueria.

XIII Premis de la Unión de Actores
- Nominada al millor actor protagonista de cinema i millor actor revelació (Óscar Jaenada)

Festival Internacional de Cinema de Sant Sebastià 2003
- Guanyador del Premi del Jurat Jove (Achero Mañas)

Festival de Cinema d'Espanya de Tolosa de Llenguadoc (2003)
- Premi al millor actor (Jaenada), banda sonora (Arbide) i millor actor novell (Juan Díaz)